# 雨川ダム
雨川ダム（あめかわダム）は、長野県佐久市田口、信濃川水系雨川（あめかわ）に建設されたダムである。

## 概要
雨川ダムは、長野県と群馬県との境近く、田口峠周辺を水源とし千曲川（長野県内における信濃川の別称）に注ぐ雨川に建設された、コンクリート堤体の砂防堰堤である。建設は1971年（昭和46年）度に着工し、1974年（昭和49年）11月30日に完成。ダム建設に伴い、建設地点の集落13戸が移転している。
砂防ダムは上流からの土石流をせき止めるために設けられる防災設備である。したがって水を貯え、それを利用することはまれであるが、雨川ダムでは上水道および農業用水の水がめとして利用するため、およそ80万トンの水を湛えている。
雨川ダムは、千曲川への合流地点から上流7キロメートルの地点にある。長野県佐久市と群馬県南牧村（なんもくむら）を結ぶ群馬県道・長野県道93号下仁田臼田線がダム付近を通過している。ダム湖の上流にかつて不老温泉があった。さらに林道から遊歩道を進むと「日本で海岸線から一番遠い地点」（国土地理院調べ）にたどり着ける。